# Zygophylax abyssicola
Zygophylax abyssicola är en nässeldjursart som först beskrevs av Eberhard Stechow 1926.  Zygophylax abyssicola ingår i släktet Zygophylax och familjen Lafoeidae.
Artens utbredningsområde är Indiska oceanen. Inga underarter finns listade i Catalogue of Life.